# Todra
Todra là một thị trấn thống kê (census town) của quận Sawai Madhopur thuộc bang Rajasthan, Ấn Độ.

## Nhân khẩu
Theo điều tra dân số năm 2001 của Ấn Độ, Todra có dân số 5245 người. Phái nam chiếm 51% tổng số dân và phái nữ chiếm 49%. Todra có tỷ lệ 58% biết đọc biết viết, thấp hơn tỷ lệ trung bình toàn quốc là 59,5%: tỷ lệ cho phái nam là 72%, và tỷ lệ cho phái nữ là 43%. Tại Todra, 17% dân số nhỏ hơn 6 tuổi.